# Wij
Wij es una película dramática de 2018 coproducida entre los Países Bajos y Bélgica, dirigida y producida por René Eller. Se estrenó el 27 de enero del 2018 en el Festival Internacional de Cine de Róterdam.

## Sinopsis
En un verano aburrido, un grupo de ocho amigos decide encontrar nuevas formas de entretenimiento. Permiten que su curiosidad sexual corra libremente y participan en varios juegos sexuales. Sin embargo, pronto se cuestionan la delgada línea entre lo que está bien y lo que está mal.

## Reparto
- Aimé Claeys es Thomas.
- Tijmen Govaerts es Simon.
- Pauline Casteleyn es Liesl.
- Maxime Jacobs es Ruth.
- Friso van der Werf es Jens.
- Folkert Verdoorn es Karl.
- Laura Drosopoulos es Ena.
- Salomé van Grunsven es Femke.
- Lieselot Siddiki es Loesje.
- Gaia Sofia Cozijn es Sarah.

## Lanzamiento

### Recepción crítica
Patricia Smagge del portal "Cinemagazine" se refirió a Wij de la siguiente manera: "Esta película puede ser vista como un fascinante pero oscuro retrato de una generación, o como un relato perturbador en el que hubiera sido mejor dedicar más atención a la elaboración de la historia y los personajes que a exponer la decadencia moral de la manera más explícita posible. De todos modos, tendrás una opinión sobre Wij porque es una película que deja su huella". David Pountain de FilmDoo afirmó: "El audaz y siniestro retrato de René Eller sobre la juventud hedonista es una alarmante declaración de identidad colectiva, que pone de manifiesto los peores impulsos de una generación, al tiempo que sugiere la sociedad moderna no está menos inclinada a la destrucción y el libertinaje."

### Premios
Wij ganó el Becerro de Oro en la categoría de mejor edición (para Wouter van Luijn) en el Festival de Cine de los Países Bajos. También obtuvo el premio al mejor director (para René Eller) en el Festival de Cine de Raindance de 2018 y el premio del jurado en el Festival de Cine Independiente de Roma.